# Roztoky (okres Rakovník)
Roztoky (německy Rostok bei Pürglitz) jsou obec v okrese Rakovník ve Středočeském kraji. Leží zhruba třináct kilometrů jihovýchodně od Rakovníka a šestnáct kilometrů severozápadně od Berouna. Vesnice je situována na pravém břehu řeky Berounky, ve svažitém a členitém terénu; naproti ústí Rakovnického potoka (odtud název). Žije zde přibližně 1 000 obyvatel. V obci se nachází dva mosty přes Berounku, silniční a železniční, a také železniční stanice na trati 174 z Berouna do Rakovníka. Nadmořská výška hladiny řeky Berounky u mostu je 227 metrů, nadmořská výška vodárny na návrší Čihadlo v horní části Roztok je 354 metrů. Obcí prochází silnice č. 236 (spojnice mezi Lány a Zdicemi).

## Poloha
Samotné Roztoky leží na návrší v meandru Berounky naproti Křivoklátu. K území obce patří přilehlé oblasti CHKO Křivoklátsko, z velké části zalesněné: jižně od Roztok Dlouhý hřeben, směrem k východu klín území vymezený silnicemi Leontýn – Červený kříž – Karlov, a na jihu les s kopcem Tři skalky. Území obce je tvořeno jedním katastrálním územím a nečlení se na evidenční části obce, ale je statisticky členěno na 4 základní sídelní jednotky: Roztoky, Leontýn, Karlov a Placanda. Asi 3 kilometry lesem od Roztok na jihovýchod stojí Leontýnský zámek. Od něj necelá dva kilometry na jih po bezlesé pláni se nachází vesnice Karlov. V centru její zástavby je dvůr Karlov, založený v sedmdesátých letech osmnáctého století Karlem Egonem I. z Fürstenbergu. Dvůr byl jako unikátní kruhový hospodářský objekt prohlášen za kulturní památku. Od Karlova necelého půl kilometru na západ se nachází osada Placanda, asi o šesti číslech popisných kolem křižovatky. Jihovýchodně od Karlova se na hranici katastru nachází ještě samota Habrový Potok. Poblíž Nového Jáchymova patří k Roztokám část chatové zástavby na levém břehu Habrového potoka nad Prostředním rybníkem.
Obec Roztoky leží na severním okraji oblasti připravovaného Národního parku Křivoklátsko. Jeden kilometr západně od centra Roztok se k údolí Berounky připojuje údolí potoka Klučná, nazývané Údolí hříchu (původně Údolí kouře), v němž se nachází trampská osada z první republiky (1929) s dobovými sruby, totemem a místy trampských potlachů. Údolím vede silnice z Roztok do Karlova. Roztoky jsou v teplé části roku turisticky exponované, zejména vodáky na Berounce, pěšími turisty a cykloturisty. Na břehu Berounky je několik kempů. V západní části Roztok je na řece jez s možností koupání. Součástí jezu je ca 120 m dlouhý vodácký kanál s umělými peřejemi.

## Historie
První písemná zmínka o obci pochází z roku 1406. Roku 1544 byla na místě povodní zničeného mlýna postavena železná huť. Roku 1824 dal Kníže Karel Egon Fürstenberg postavit novou železnou huť na zkujňování surového železa. Ve své době patřil fürstenberský hutní komplex k nejmodernějším podnikům ve střední Evropě. Provoz zkujňovacích výhní byl zastaven roku 1865. Následně byl závod přebudován na pudlovnu se šesti pudlovacími pecemi, válcovnou plechu a drátu. Dostal název Huť Marie Anny (Maria Anna Hütte).
V obci Roztoky (1082 obyvatel, sbor dobrovolných hasičů) byly v roce 1932 evidovány tyto živnosti a obchody: obchod s dřívím, 3 holiči, 4 hostince, kolář, kovář, krejčí, Družstevní lihovar, malíř, mlýn, obuvník, porodní asistentka, pila, povozník, přádelna, 4 rolníci, 2 řezníci, 6 obchodů se smíšeným zbožím, trafika, truhlář, obchod s uhlím, zámečník.

## Přírodní poměry
Teplota v Roztokách je měřena přesným IP teploměrem. Čidlo je umístěno v radiačním krytu na severní straně bytového domu na ráhně jeden metr od stěny domu, v nestandardní výšce cca patnáct metrů nad okolním povrchem, v nadmořské výšce 285 metrů. Interval záznamu do databáze je 1 minuta. Teploměr provozuje profesionální meteorolog ČHMÚ Petr Dvořák.[zdroj?]
Během teplé zimy 2011/2012 zasáhla v první polovině února 2012 Roztoky vlna mrazů; minimální změřená teplota byla −21,7 °C dne 12. února 2012.[zdroj?] Maximální teplota roku 2012 byla 20. srpna v 16.35, a to 38,2 °C[zdroj?] (v tento den byl dosažen nový absolutní rekord maximální teploty vzduchu v ČR, v Dobřichovicích, 40,4 °C). Absolutní maximální teplota vzduchu od počátku měření (1. září 2010) byla zjištěna dne 22. července 2015, a to 39,1 °C.

## Obyvatelstvo
Počet obyvatel je uváděn za Roztoky Rakovník podle výsledků sčítání lidu včetně místních části, které k nim v konkrétní době patří. Je patrné, že počet obyvatel v posledních letech roste. V celé obci žije přibližně 1 000 obyvatel.
| 1869 | 1880 | 1890 | 1900 | 1910 | 1921  | 1930  | 1950 | 1961 | 1970 | 1980  | 1991  | 2001  | 2011  | 2021  |
| ---- | ---- | ---- | ---- | ---- | ----- | ----- | ---- | ---- | ---- | ----- | ----- | ----- | ----- | ----- |
| 782  | 903  | 933  | 943  | 864  | 1 082 | 1 024 | 848  | 873  | 840  | 1 100 | 1 156 | 1 026 | 1 074 | 1 013 |

| 1869 | 1880 | 1890 | 1900 | 1910 | 1921 | 1930 | 1950 | 1961 | 1970 | 1980 | 1991 | 2001 | 2011 | 2021 |
| ---- | ---- | ---- | ---- | ---- | ---- | ---- | ---- | ---- | ---- | ---- | ---- | ---- | ---- | ---- |
| 57   | 58   | 65   | 67   | 77   | 95   | 133  | 191  | 161  | 161  | 161  | 196  | 210  | 228  | 247  |

## Obecní správa

### Územněsprávní začlenění
Dějiny územněsprávního začleňování zahrnují období od roku 1850 do současnosti. V chronologickém přehledu je uvedena územně administrativní příslušnost obce v roce, kdy ke změně došlo:
- 1850 země česká, kraj Praha, politický okres Rakovník, soudní okres Křivoklát[9]
- 1855 země česká, kraj Praha, soudní okres Křivoklát
- 1868 země česká, politický okres Rakovník, soudní okres Křivoklát
- 1939 země česká, Oberlandrat Kladno, politický okres Rakovník, soudní okres Křivoklát[10]
- 1942 země česká, Oberlandrat Praha, politický okres Rakovník, soudní okres Křivoklát[11]
- 1945 země česká, správní okres Rakovník, soudní okres Křivoklát[12]
- 1949 Pražský kraj, okres Rakovník[13]
- 1960 Středočeský kraj, okres Rakovník
- k 1. lednu 1980 Středočeský kraj, okres Rakovník, městys Křivoklát[14]
- k 24. listopadu 1990 Středočeský kraj, okres Rakovník[14]
- 2003 Středočeský kraj, obec s rozšířenou působností Rakovník

### Členění města
Obec Roztoky se nečlení na části, ale na jejím území byly vymezeny čtyři základní sídelní jednotky: Roztoky, Karlov, Leontýn a Placanda.

### Obecní symboly
Znak a vlajka byly obci uděleny rozhodnutím předsedkyně České národní rady dne 12. března 1992.

## Doprava
Dopravní síť
- Pozemní komunikace – Obcí prochází silnice II/236 Slaný – Lány – Roztoky – Zdice.
- Železnice – Obec Roztoky leží na železniční trati 174 Beroun – Rakovník. Je to jednokolejná celostátní trať, doprava na ní byla zahájena roku 1878. Na území obce leží železniční stanice Roztoky u Křivoklátu.

Veřejná doprava
- Autobusová doprava – Na území obce leží 5 autobusových zastávek, které jsou v roce 2021 obsluhovány v pracovních dnech linkami 577, 579 a 637 Pražské integrované dopravy ve směrech Rakovník, Křivoklát, Beroun, Kublov, Branov a Nezabudice.
- Železniční doprava – Stanice Roztoky u Křivoklátu je v roce 2021 celodenně a celotýdenně obsluhována linkou S75 Pražské integrované dopravy ve směrech Rakovník, Křivoklát a Beroun v nepravidelném intervalu cca 60 – 120 minut.

## Vybavenost obce
Průmysl zastupuje zejména strojírna v horní části Roztok (bývalá TOS Roztoky) a pila poblíž nádraží. V obci má výjezdové stanoviště Zdravotnická záchranná služba Středočeského kraje. Je zde také obvodní oddělení Policie ČR.

## Pamětihodnosti
- Kaple
- Přírodní rezervace Červený kříž
- Přírodní rezervace U Eremita (v katastru obce Branov, ale v těsném sousedství Roztok)
- Zámek Leontýn
- Dvůr Karlov

## Fotografie

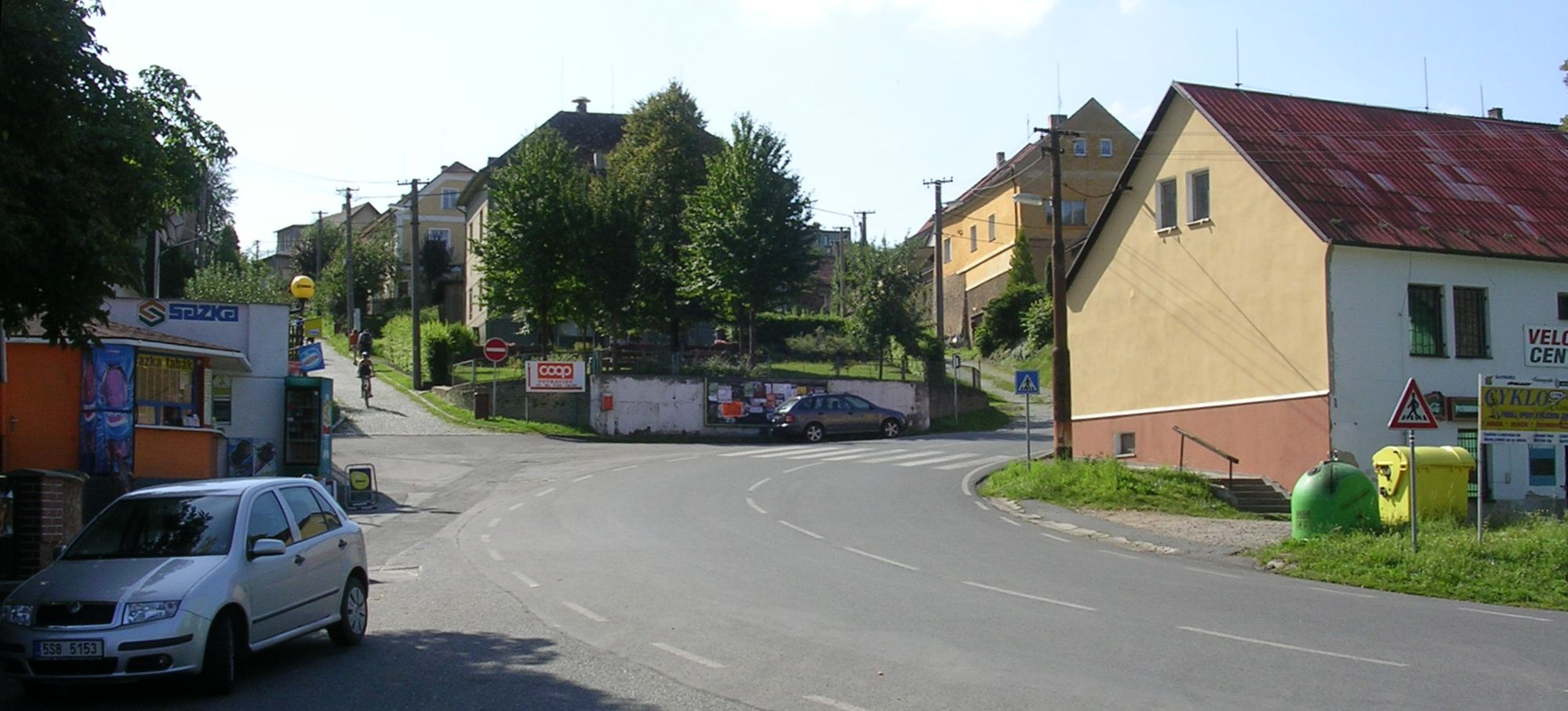
Ulice jižně od silničního mostu
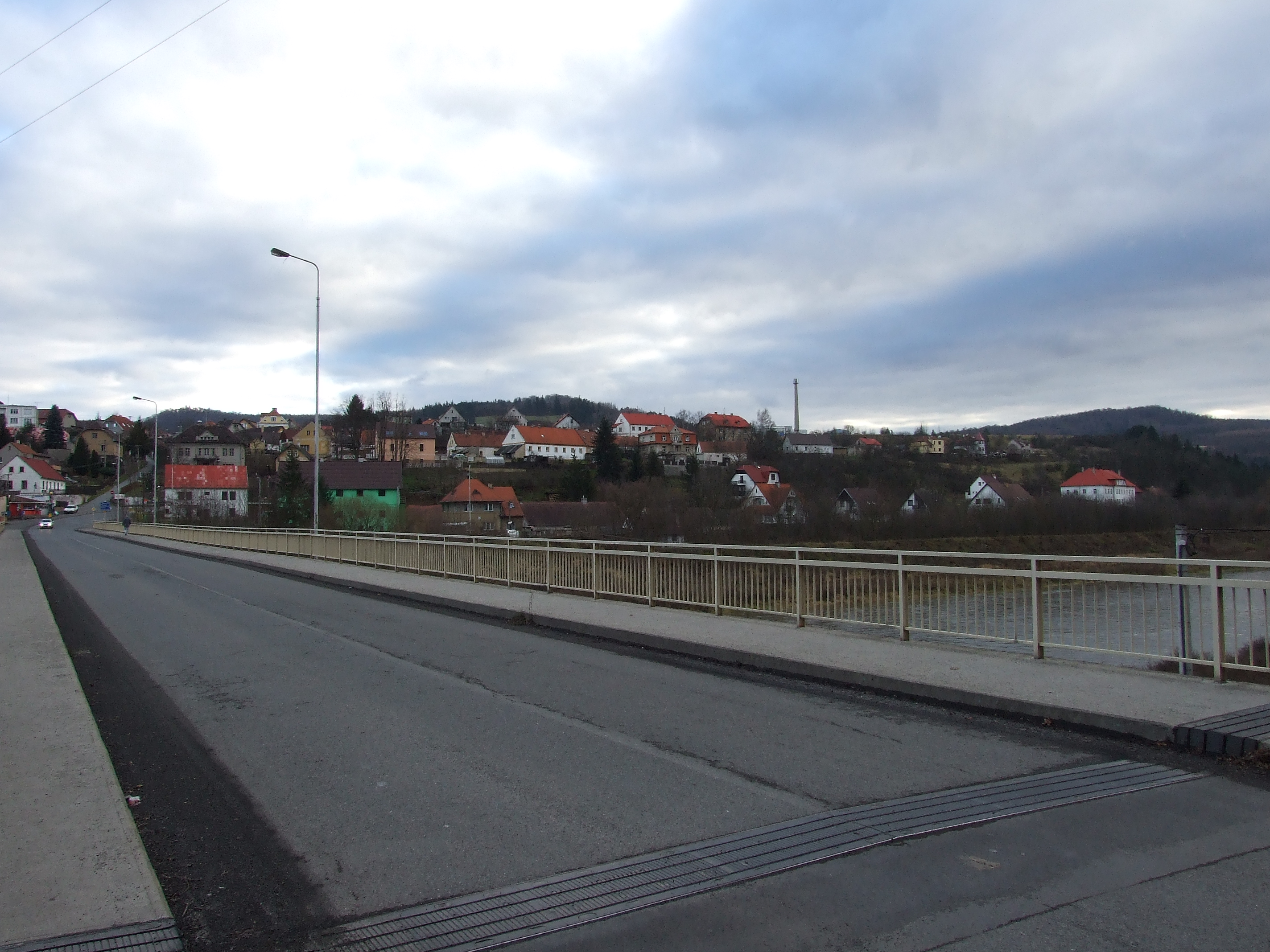
Silniční most a zástavba Roztok
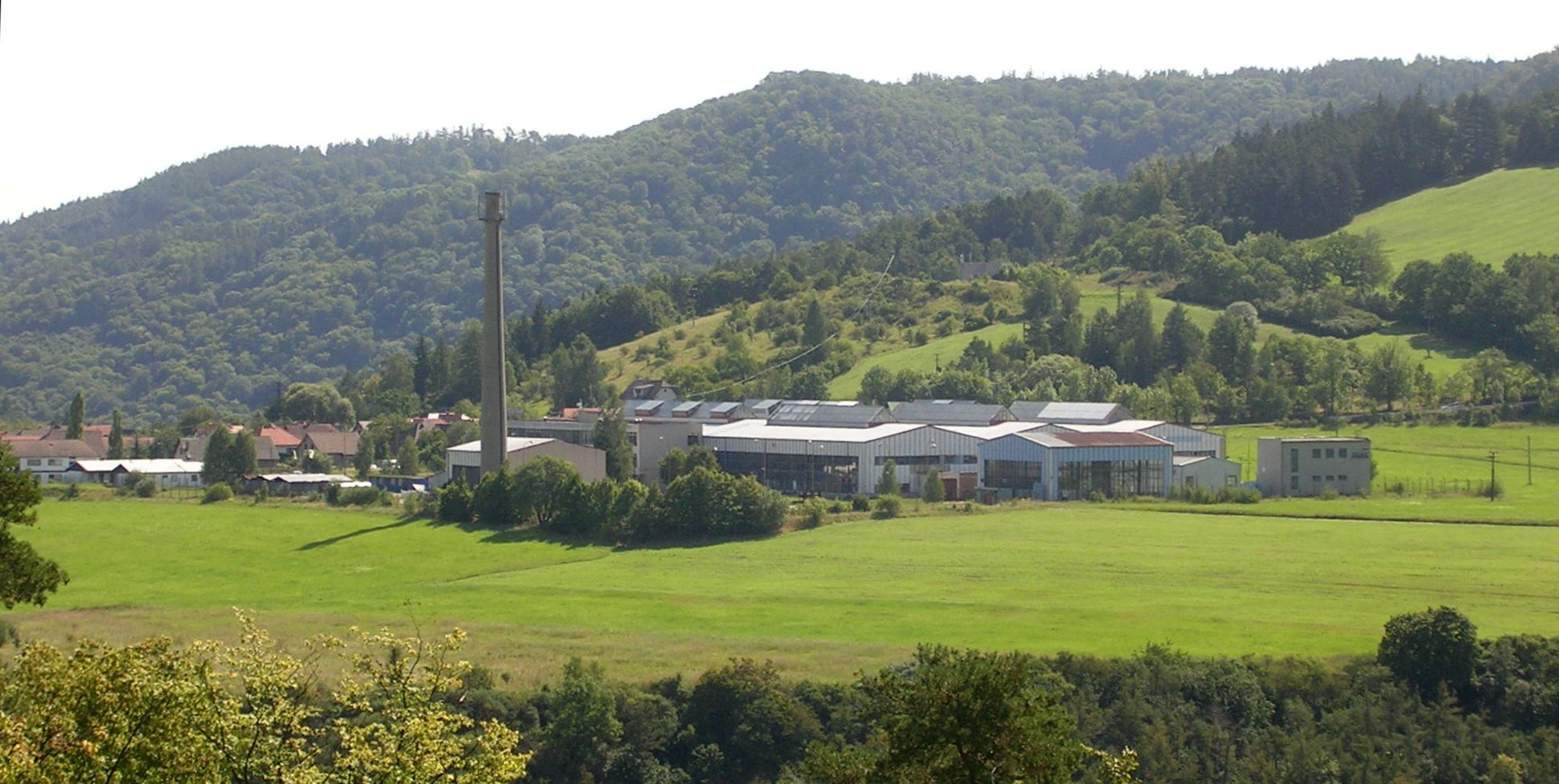
PERMON s.r.o., výroba a prodej pneumatického nářadí
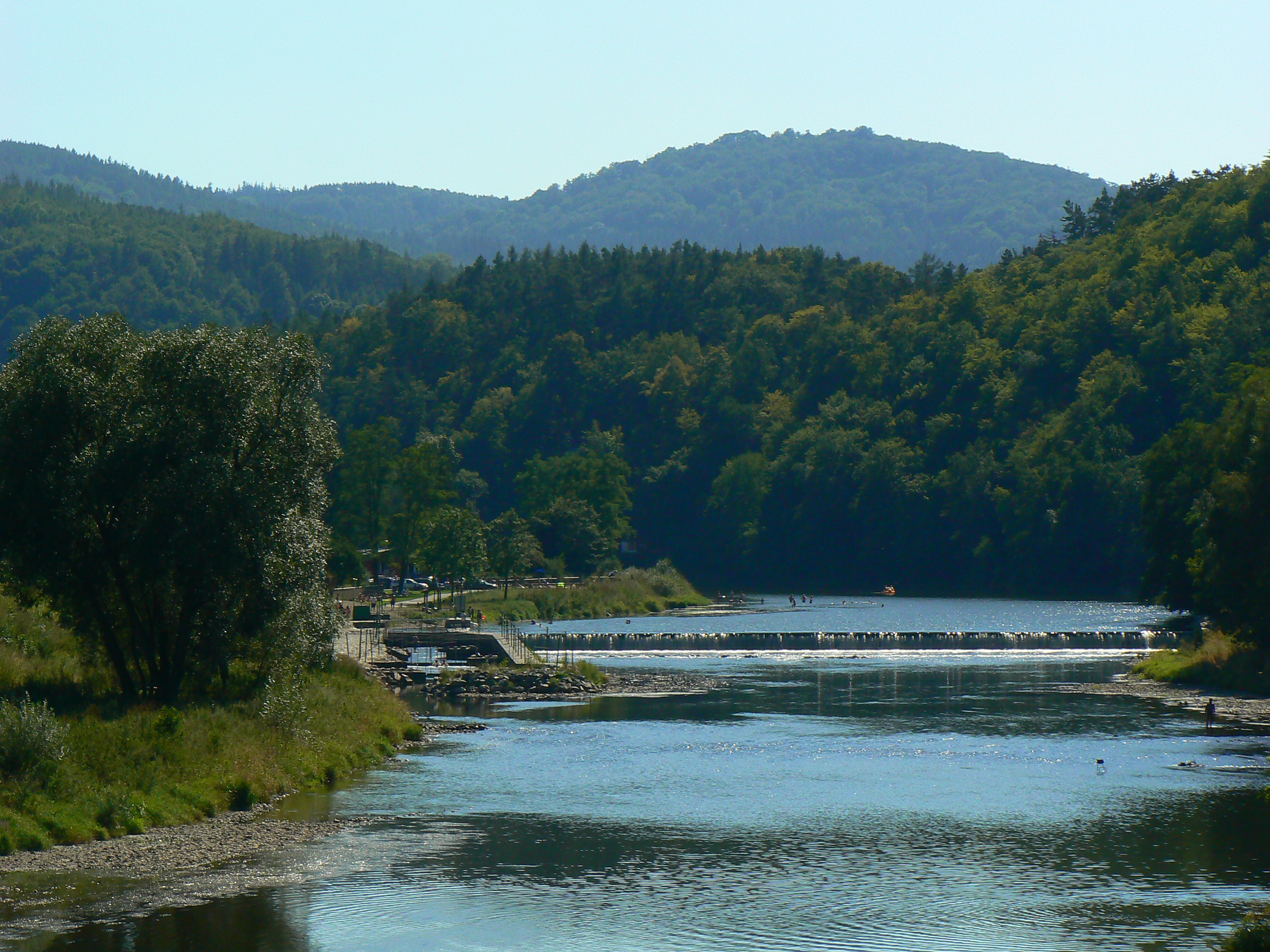
Roztocký jez na Berounce
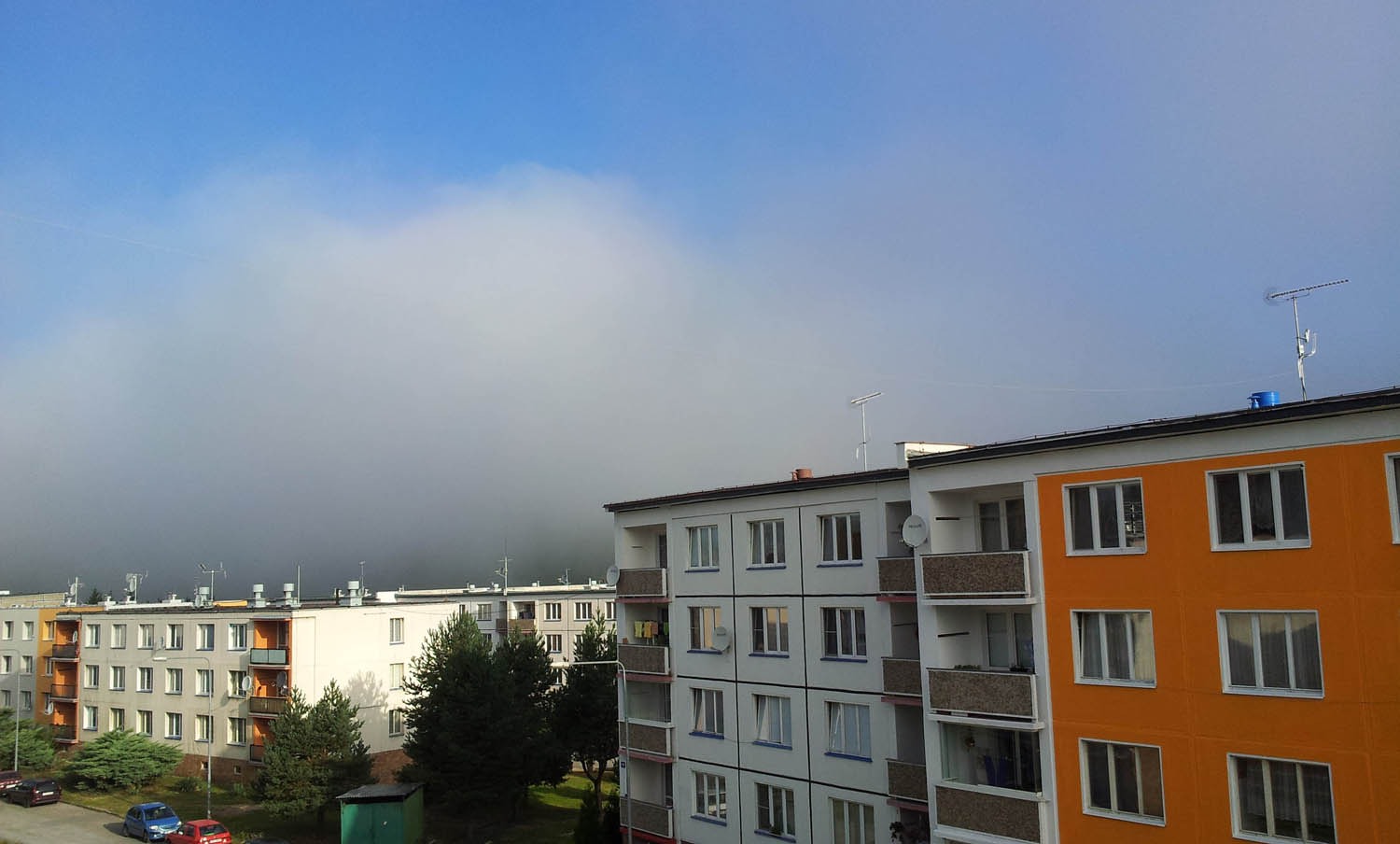
Ranní mlhy v Roztokách
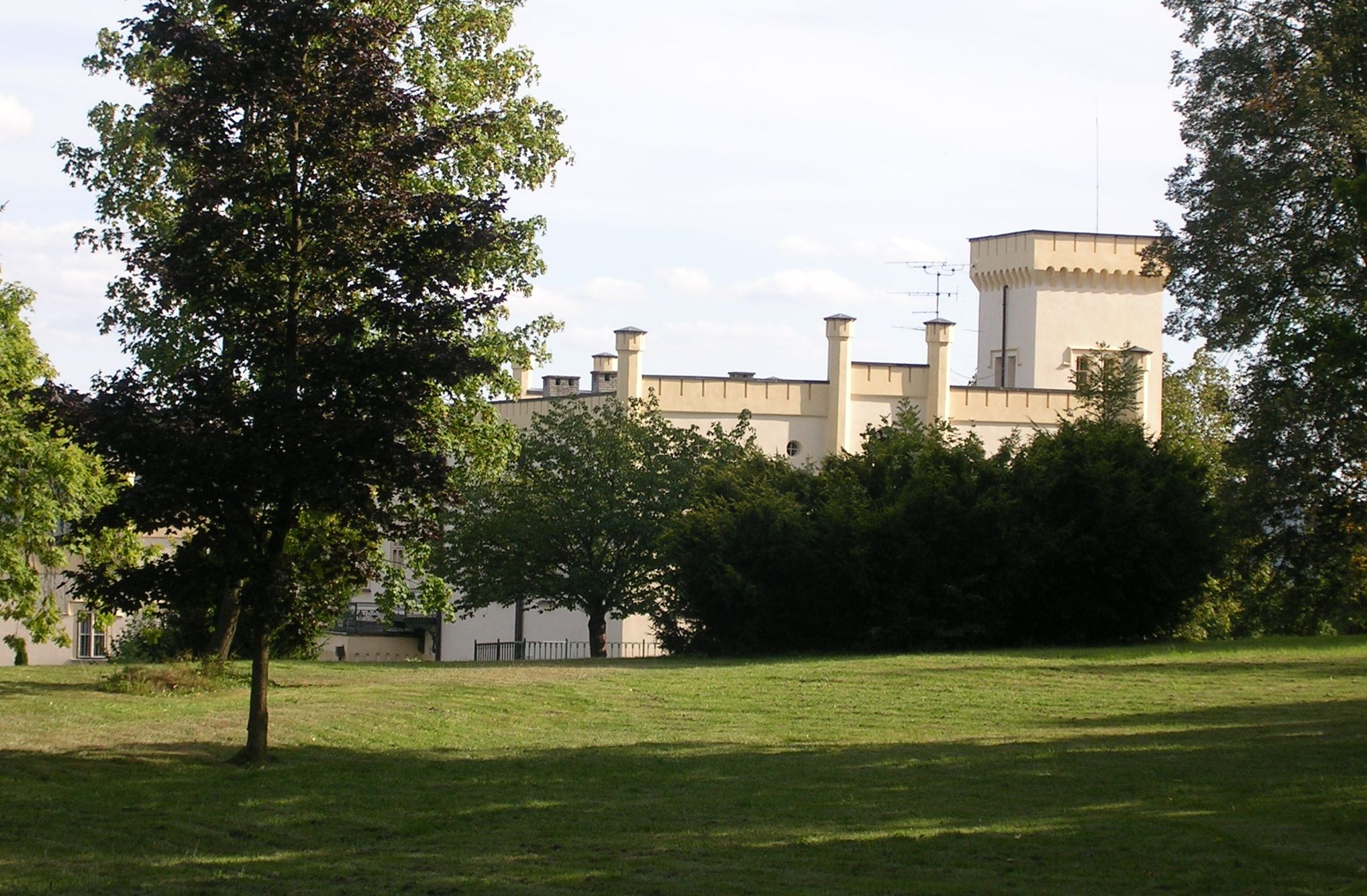
Leontýnský zámek
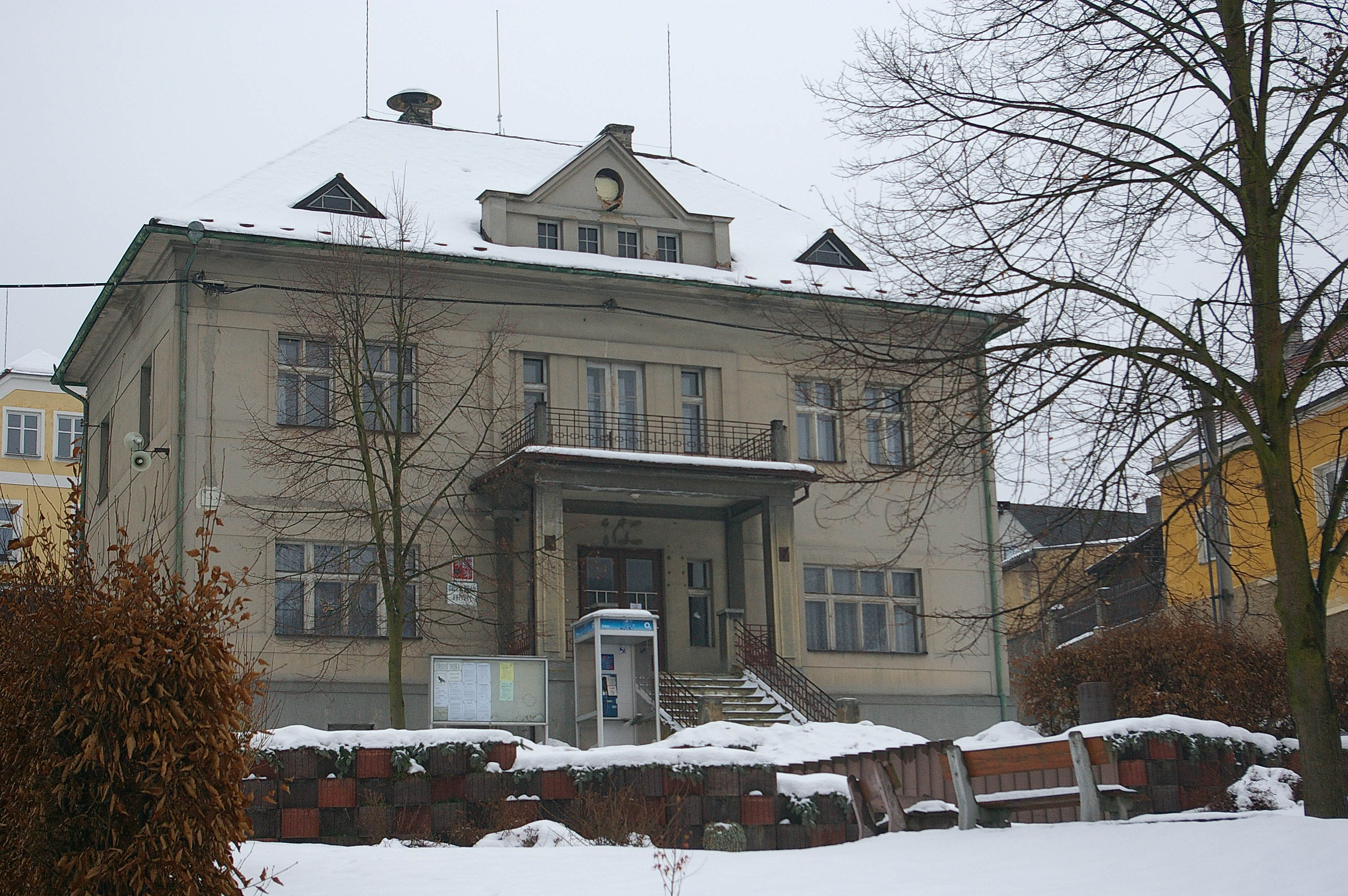
Roztoky, obecní úřad
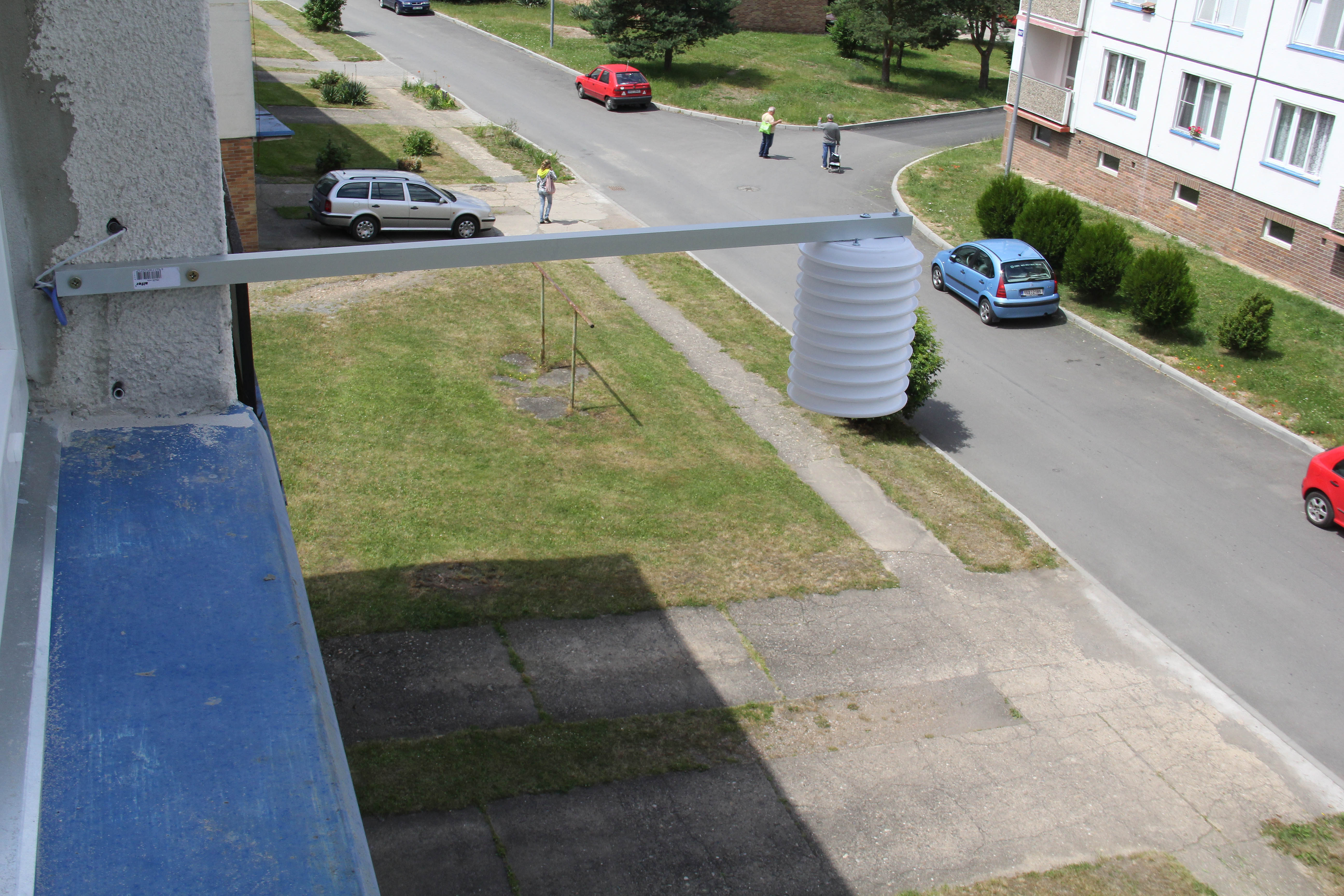
Měření teploty vzduchu v Roztokách.
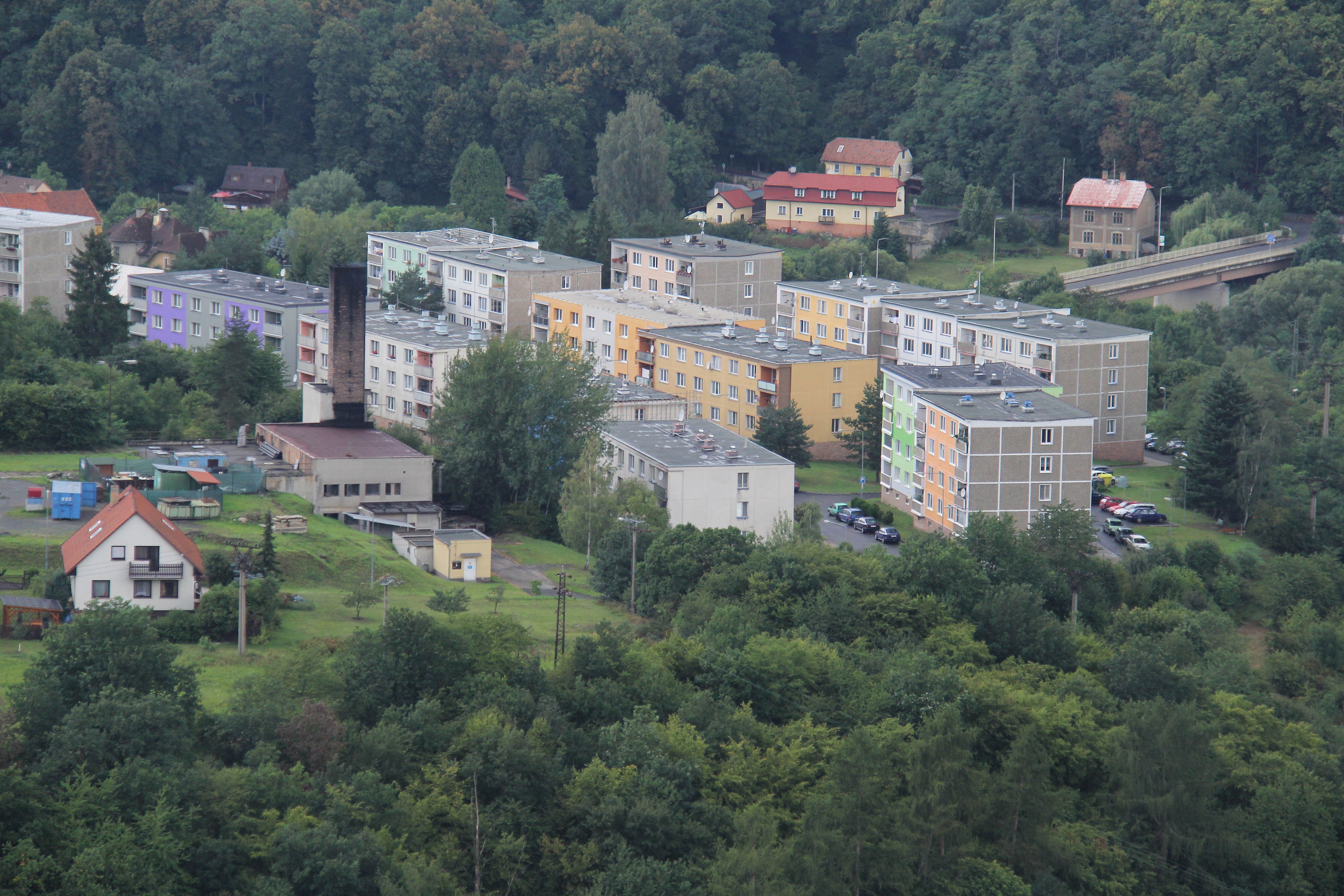
Roztoky, bytovky
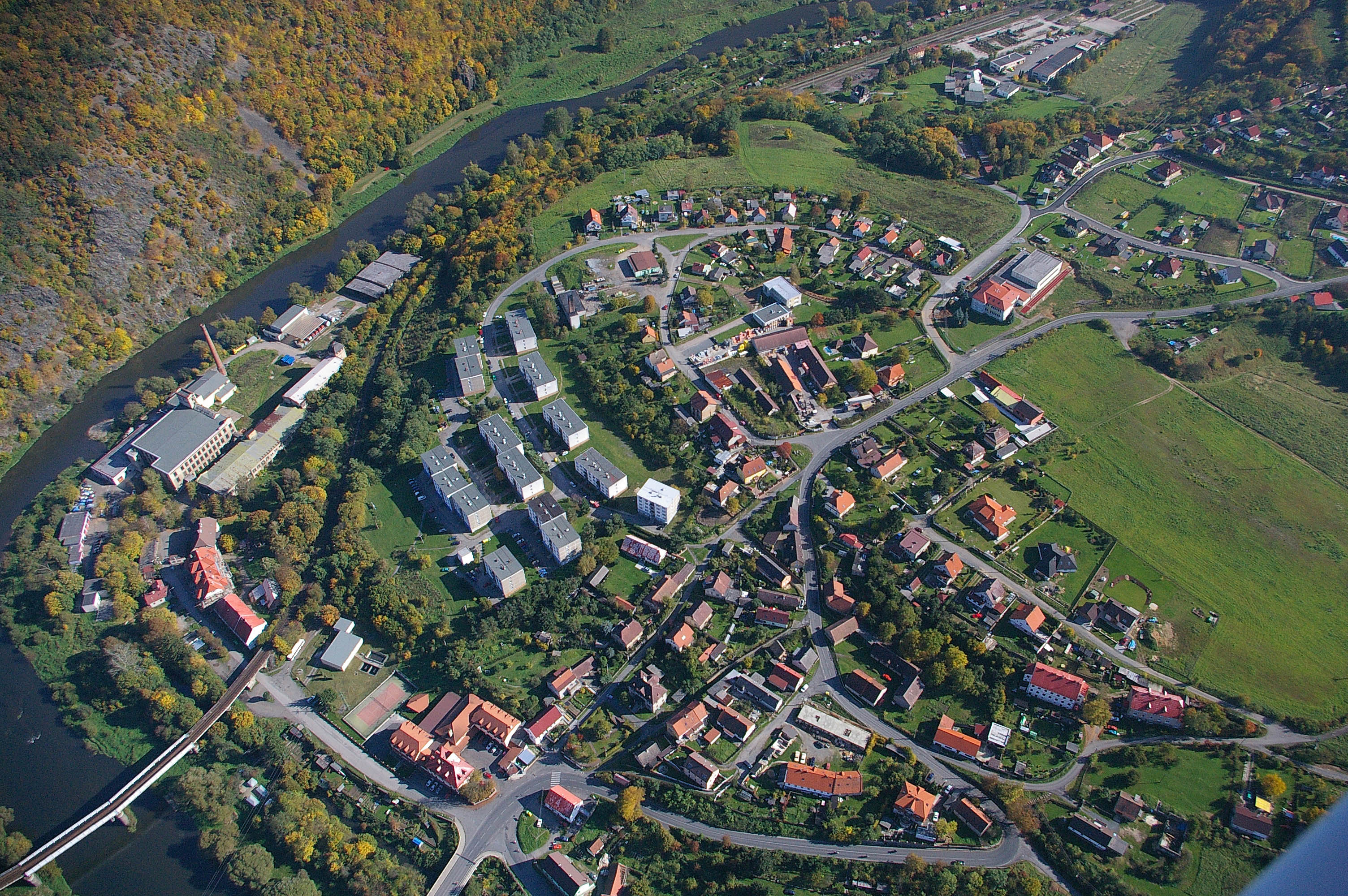
Roztoky, letecký pohled
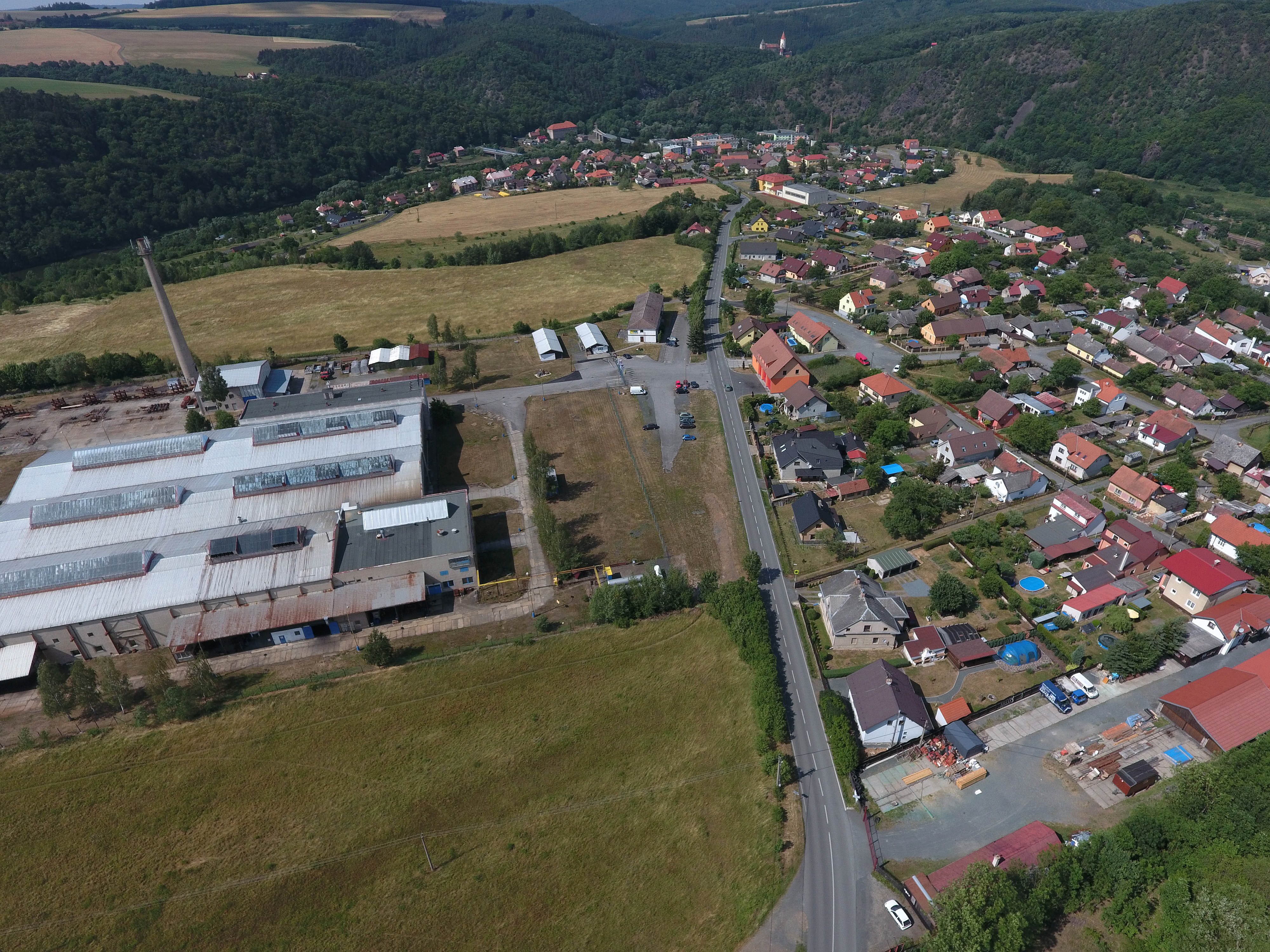
Roztoky
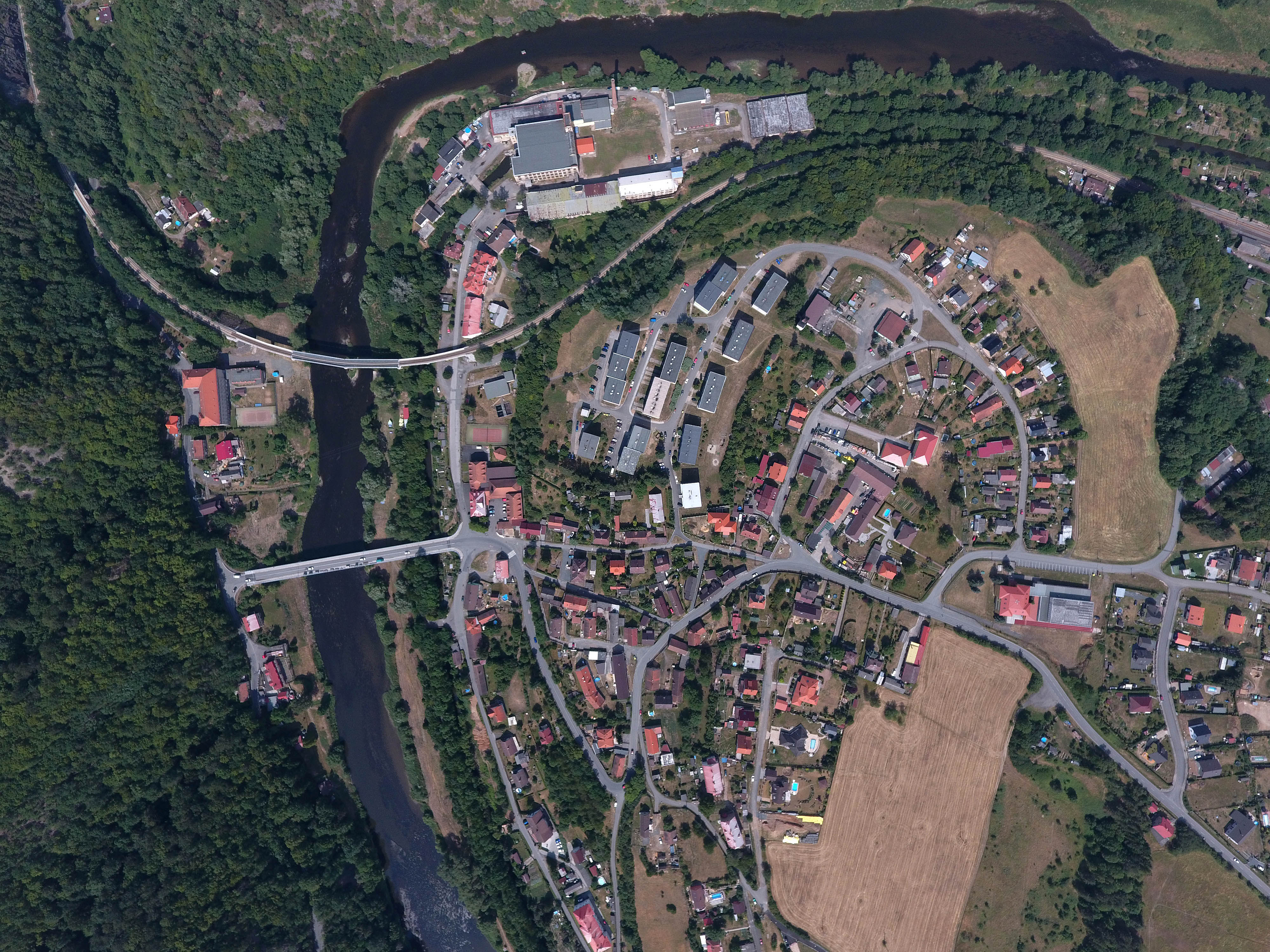
Letecký pohled na Roztoky